# Tallaght Stadium
Lo stadio di Tallaght (Irlandese: Staid Thamhlachta) è uno stadio comunale di Tallaght, Dublino avente una capienza di 10.000 spettatori.

## Capacità
La capacità ufficiale dello stadio è di 6.000 posti, sebbene altre fonti non siano concordi e indichino una capienza compresa tra i 5.700 ed i 6.500 posti.

## Football americano
Il Tallaght Stadium ha ospitato più volte lo Shamrock Bowl (finale del campionato irlandese), nonché l'edizione 2013 della EFAF Atlantic Cup.

### Shamrock Bowl
Dal 2010 solo le edizioni 2011 e 2015 dello Shamrock Bowl non sono state giocate al Tallaght Stadium. L'edizione 2011 avrebbe dovuto essere giocata qui, ma è stata spostata al Morton Stadium per concomitanti impegni di Champions League degli Shamrock Rovers
| Tallaght 7 agosto 2010 Shamrock Bowl XXIV | Dublin Rebels | 15 – 0 | UL Vikings | Tallaght Stadium |

| Tallaght 14 luglio 2012 Shamrock Bowl XXVI | Belfast Trojans | 16 – 14 | UL Vikings | Tallaght Stadium |

| Tallaght 20 luglio 2013 Shamrock Bowl XXVII | Belfast Trojans | 48 – 18 | Dublin Rebels | Tallaght Stadium |

| Tallaght 10 agosto 2014 Shamrock Bowl XXVIII | Belfast Trojans | 7 – 0 | Trinity College | Tallaght Stadium |

| Tallaght 7 agosto 2016 Shamrock Bowl XXX | Dublin Rebels | 12 – 7 | Belfast Trojans | Tallaght Stadium |

| Tallaght 13 agosto 2017, ore 14:30 Shamrock Bowl XXXI | Dublin Rebels | 12 – 6 | Carrickfergus Knights | Tallaght Stadium |

### EFAF Atlantic Cup 2013
| Tallaght 29 giugno 2013 Semifinale | Belfast Trojans | 30 – 6 | Amersfoort Untouchables | Tallaght Stadium |

| Tallaght 29 giugno 2013 Semifinale | Trinity College | 12 – 10 | Brussels Tigers | Tallaght Stadium |

| Tallaght 30 giugno 2013 Finale 3º - 4º posto | Brussels Tigers | 7 – 0 | Amersfoort Untouchables | Tallaght Stadium |

| Tallaght 30 giugno 2013 Finale | Belfast Trojans | 26 – 0 | Trinity College | Tallaght Stadium |